# Ткачик чорний
Тка́чик чорний (Ploceus albinucha) — вид горобцеподібних птахів ткачикових (Ploceidae). Мешкає в Західній і Центральній Африці.

## Опис
Довжина птаха становить 13—15 см, вага 25—30 г. Виду не притаманний статевий диморфізм. Забарвлення повністю чорне, блискуче, за винятком білуватої плями на потилиці. Очі світлі, сіруваті. Молоді птахи мають оливково-сіре забарвлення.

## Підвиди
Виділяють три підвиди:
- P. a. albinucha (Barboza du Bocage, 1876) — від Сьєрра-Леоне до Гани;
- P. a. maxwelli (Alexander, 1903) — острів Біоко;
- P. a. holomelas Sassi, 1920 — від південної Нігерії до північного сходу ДР Конго, Уганди і Габону.

## Поширення і екологія
Чорні ткачики мешкають у Сьєрра-Леоне, Гвінеї, Ліберії, Кот-д'Івуарі, Гані, Нігерії, Камеруні, Екваторіальній Гвінеї, Габоні, Республіці Конго, Демократичній Республіці Конго, Центральноафриканській Республіці і Уганді. Вони живуть у вологих рівнинних тропічних лісах, у заростях на берегах річок і озер та в садах. Зустрічаються на висоті до 700 м над рівнем моря. Живляться переважно комахами і гусінню, а також ягодами і нектаром. Чорні ткачики, імовірно, є полігамними, на одного самця припадає кілька самиць. Гніздяться колоніями.